# 100051 Девідернандес
100051 Девідернандес (100051 Davidhernandez) — астероїд головного поясу, відкритий 6 жовтня 1991 року.
Тіссеранів параметр щодо Юпітера — 3,668.